# Classe SR.N6
La classe SR.N6, detta anche "classe Winchester", fu una classe di hovercraft prodotta dalla ditta britannica Saunders-Roe (poi British Hovercraft Corporation) a partire dal 1965; si tratta di una versione ingrandita della precedente classe SR.N5. Sono stati impiegati sia in ruoli militari che per il trasporto civile.
Rispetto al predecessore, la SR.N6 ha avuto una struttura molto più allungata che tuttavia non gli ha impedito di essere un mezzo assai leggero ed economico; vi è un'unica turbina da circa 1000 hp che motorizza una ventola e un'elica spingente, davanti ai piani di coda. Alcuni modelli hanno 2 eliche di spinta.
Essi sono stati collaudati a lungo dalla Royal Navy britannica, ma nel 1982 il comando hovercraft fu sciolto e i veicoli in dotazione venduti.
L'SR.N6 Mk 1, versione di base, trasportava 38 passeggeri o 3 tonnellate di materiale, è entrato in servizio in un esemplare nella guardia costiera egiziana e in 8 in Arabia Saudita; esso è un modello usato anche in ambito civile per il trasporto passeggeri.
Gli SR.N6 Mk 2 e 3 sono invece da trasporto logistico militare, e hanno un portello da carico superiore e pianali rinforzati, oltre che una mitragliatrice da 12,7 mm anteriore; possono trasportare 20-30 soldati o 5 tonnellate di materiale. Due esemplari sono entrati in servizio nella marina militare egiziana e 2 in quella iraniana; le 3 unità SR.N6 egiziane possono trasportare anche 6 mine da 500 kg.
L'Mk 4 è invece entrato in servizio nella marina iraniana, in 6 esemplari, armati con mitragliatrici leggere, cannoni da 20 mm e missili P-500 Bazal't antinave; gli iracheni ne hanno avuti altrettanti, ma usati per il trasporto di 55 passeggeri o 5-6 tonnellate materiali.
Infine l'Mk 8, con capacità di armamento e carico simili a quelle dell'Mk 6 ma combinate in un unico scafo, è stato comprato in 8 esemplari dalla marina militare saudita.
Un esemplare ha operato nella marina militare italiana con il distintivo ottico 9801: fu utilizzato per compiti sperimentali, posto in disarmo dal 1978 e radiato nel 1982.